# Date Movie
Date Movie ist eine US-amerikanische romantische Filmkomödie von Aaron Seltzer aus dem Jahr 2006.

## Handlung
Die übergewichtige Julia Jones kann keinen Partner finden. Eines Tages lernt sie Grant Funkyerdoder kennen, in den sie sich verliebt. Sie sucht Hilfe bei Hitch, der es schafft, ihr Aussehen zu verändern.
Bei einer Art Castingshow für das Fernsehen wird Julia dann von Grant gewählt, woraufhin sich eine recht turbulente  Beziehung entwickelt. Zum einen sind Julias Eltern alles andere als begeistert von der Idee, dass Julia nicht den für sie vorgesehenen Angestellten aus dem Café ihrer Eltern heiraten will, sondern den reichen Grant. Nach einem katastrophalen Treffen der beiden Elternpaare und einigen weiteren Hindernissen, wie dem plötzlichen Auftauchen von Grants ehemaliger Freundin, willigt Julia ein, den Angestellten zu heiraten. Als der Priester bei der Zeremonie dann fragt, ob einer der Anwesenden etwas gegen diese Ehe habe, widerspricht Julias Vater mit der Begründung, dass dies keine wahre Liebe sei und Julia nicht glücklich werde. Zuletzt kommen Julia und Grant dann doch noch zusammen.

## Kritiken
Der Film erhielt überwiegend negative Kritiken und erreichte bei Rotten Tomatoes eine Bewertung von 7 %, basierend auf 89 Kritiken. Bei Metacritic konnte ein Metascore von 11, basierend auf 18 Kritiken, erzielt werden.
Desson Thomson schrieb in Washington Post, der Film erinnere daran, dass Slapstickfilme schlecht sein können.
Samuel Rothenpieler schrieb auf filmstarts.de, die Produzenten würden die Intelligenz der Zuschauer unterschätzen. Er kritisierte die Komödie als eine „Zumutung“ sowie die „willkürliche Aneinanderheftung von wildesten Geschmacklosigkeiten ohne Sinn und Ziel“. Zu den zweifelhaften Höhepunkten des Films gehöre eine Szene, in welcher ein Kater eine verkohlte menschliche Leiche vergewaltigt. Eine ältere Frau entwickelt zu dem Tier später eine sodomistische Beziehung.

## Auszeichnungen
Carmen Electra erhielt die Goldene Himbeere 2007 als schlechteste Nebendarstellerin für ihre Auftritte in Date Movie und Scary Movie 4.

## Trivia
Die Produktion des Films kostete ungefähr 20 Millionen US-Dollar. Er wurde in Los Angeles gedreht. Der Film spielte in den Kinos der USA etwa 48,5 Millionen US-Dollar ein. In Deutschland startete der Film am 1. Juni 2006 und lockte ca. 240.000 Zuschauer in die Kinos.
Im Film wurden unter anderem folgende Filme, Personen und Serien parodiert:
- Napoleon Dynamite
- Marilyn Monroe
- Bridget Jones – Schokolade zum Frühstück
- Bridget Jones – Am Rande des Wahnsinns
- My Big Fat Greek Wedding
- Hitch – Der Date Doktor
- Star Wars
- Pimp My Ride
- American Pie – Jetzt wird geheiratet
- Sweet Home Alabama
- die Fernsehshow The Bachelor
- Harry und Sally
- Natürlich blond
- Meine Braut, ihr Vater und ich
- Notting Hill
- Meine Frau, ihre Schwiegereltern und ich
- Michael Jackson
- Der Herr der Ringe
- Britney Spears und ihren damaligen Mann Kevin Federline
- Was Frauen wollen
- Und dann kam Polly
- Jennifer Lopez als Wedding Planner
- Paris Hilton in einem Werbespot
- Die Hochzeit meines besten Freundes
- Pretty Woman
- Mr. und Mrs. Smith
- Kill Bill
- Ben Stiller in Voll auf die Nüsse
- e-m@il für Dich
- Schlaflos in Seattle
- Wie werde ich ihn los – in 10 Tagen?
- Owen Wilson als Hochzeits-Crasher
- King Kong
- Schwer verliebt
- Plötzlich Prinzessin
- Kap der Angst
- Ein Duke kommt selten allein

Der Film selber hat in der Kinofassung nur 68 Minuten Laufzeit (in der Langfassung 70 Minuten) und im Anschluss einen überlangen Abspann von rund 11 Minuten.

## Soundtrack
Der Soundtrack des Films umfasst 14 Titel:
1. Milkshake – Kelis
2. Party Hard – The Perceptionists
3. You're The First, The Last, My Everything – Barry White
4. Toma – Pitbull feat. Lil Jon
5. Funhop – Todd Schietroma
6. Do You Believe In Magic? – The Lovin’ Spoonful
7. Too Much Booty (In Da Pants) – Soundmaster T
8. Break It On Down – Flii Stylz & Tenashus
9. Baby Come Back – Player
10. The Price Is Right (theme) – David Kitay
11. Break It Down – Alana D.
12. Come On Shake – Chris Classic
13. What Will You Do? – Sparklemotion
14. Don't cha – Pussycat Dolls